# ارمنستان در ۲۰۱۲
لیست زیر رویدادهایی است که در طی سال ۲۰۱۲ (میلادی) در ارمنستان اتفاق افتاده است.

## صاحب منصبان
- رئیس‌جمهور: سرژ سارگسیان
- نخست‌وزیر: تیگران سارگسیان

## رویدادها

### ژانویه
- ۲۳ ژانویه - سنای فرانسه قانونی را تصویب نمود که انکار نسل‌کشی ارمنی‌ها توسط امپراتوری عثمانی توسط شهروندان فرانسه غیرقانونی است و مجازات دارد.[۱]

### مه
- ۶ مه - رأی‌دهندگان در ارمنستان با حضور در پای صندوق‌های رای در انتخابات مجلس شرکت کردند که حزب جمهوری‌خواه اکثریت کرسی‌های مجلس را تصاحب نمود.[۳]

### اوت
- ۳۱ اوت - ارمنستان روابط دیپلماتیک خود با مجارستان پس از استرداد رامیل صفرف (افسر محکوم و معترف به ارتکاب قتل ستوانی ارمنستانی گورگن ماکاریان) به جمهوری آذربایجان به حالت تعلیق درآورد.[۴]

## درگذشتگان
- ۱۰ ژانویه: گئورگ وارطانیان، ۸۷، افسر اطلاعاتی و جاسوس «افسانه‌ای» اتحاد جماهیر شوروی
- ۲۸ مارس: الکساندر آرتونیان، ۹۱، آهنگ‌ساز و نوازنده پیانو
- ۱۷ مه: استپان بوغوسیان، ۸۰، سیاست‌مدار
- ۵ اکتبر: ادوارد میرزویان، ۹۱، سیاست‌مدار، و آهنگساز